# Neottia pseudonipponica
Neottia pseudonipponica är en orkidéart som först beskrevs av Noriaki Fukuyama, och fick sitt nu gällande namn av Dariusz Lucjan Szlachetko. Neottia pseudonipponica ingår i släktet näströtter, och familjen orkidéer. Inga underarter finns listade i Catalogue of Life.